# Benzolhexol
A benzolhexol fehér színű, forró vízben oldható kristály (olvadáspontja 310 °C fölött van). A benzol hatszoros fenolja. Szokták hexafenolnak is nevezni, de ez a név már egy másik vegyület számára foglalt. Inozitból állítható elő.
Kiinduló anyag a folyadékkristályok egyik fajtájának előállításához. Lítiumsóját (Li6C6O6) elektromos elemek gyártásához használják.

## Fordítás
- Ez a szócikk részben vagy egészben  a   Benzenehexol című angol Wikipédia-szócikk fordításán alapul.  Az eredeti cikk szerkesztőit annak laptörténete sorolja fel. Ez a jelzés csupán a megfogalmazás eredetét és a szerzői jogokat jelzi, nem szolgál a cikkben szereplő információk forrásmegjelöléseként.